# モエールパブリッシング
株式会社モエールパブリッシングは、日本の出版社。
主にアダルト・サブカルチャーを中心とした雑誌・書籍を発行している。
COMIC モエマックスの2008年6月号から540円から720円に値上げして隔月刊になった。
2008年のうるし原智志の添い寝特大シーツの誌上通信販売は当初の締め切り後にラフ画が公開されたので締め切りが延長された。

## 刊行誌
- COMIC モエマックス（偶数月24日発売）
- MMコミックシリーズ
- ももまんじるしシリーズ
- 少年くらぶシリーズ
- 萌えわかりシリーズ